# Nictofobia
Nictofobia ou Noctifobia consiste no medo do escuro ou da noite.
O medo do escuro nem sempre diz respeito à própria escuridão; também pode ser um medo de perigos  possíveis ou imaginários ocultados pela escuridão. Algum grau de medo do escuro é natural, especialmente como uma fase do desenvolvimento infantil. A maioria dos observadores relata que o medo do escuro raramente aparece antes dos dois anos de idade. Quando o medo da escuridão atinge um grau que é severo o suficiente para ser considerado patológico, às vezes é chamado escotofobia (de σκότος – "escuridão"), ou ligofobia (de λυγή – "crepúsculo").
Alguns pesquisadores, começando com Sigmund Freud, consideram o medo do escuro como uma manifestação de transtorno ligado à angústia de separação.